# 阿尼 (称呼)
阿尼是对藏传佛教中的比丘尼的称呼，用法是在对方的名字之前加上前缀，例如：一个叫白玛（Pema）的比丘尼会被称为阿尼白玛（Ani Pema）。